# Balaychuk
Balaychuk  (ucraniano: Балайчук) es una localidad del Raión de Berezivka en el Óblast de Odesa de Ucrania. Según el censo de 2001, tiene una población de 436 habitantes.